# Птелеонас
Птелеонас (грч. Πτελεώνας) је насељено место у општини Еордеја у периферији Западна Македонија, Грчка. Према попису из 2021. године било је 17 становника.
Према бугарском географу и историчару, Василу Канчову, у Птелеонасу је 1900. године живело 300 Турака.  Године 1924. турско становништво је принудно исељено у Турску а на њихово место су насељене грчке избеглице из Турске, којих је на попису из 1928. године било 184. Село се раније звало Арбино.